# アート・ロック
アート・ロック（Art rock）は、主に1960年代後半に登場した芸術的要素を持つロックバンドや、その作品を分類した音楽用語である。70年代初頭にはニュー・ロックという言葉も生まれている。英語圏では、アート・ロックは1970年代に「プログレッシブ・ロック」に吸収されたと見られている。

## 概要
社会的にはベトナム戦争や公民権運動、学生運動、メディア分野ではテレビの普及などの進歩、さらにビートルズを中心とした1960年代後半の米英音楽の創造的発展により価値観が大きく変化した。シングル・ヒットを生み出すことが最も重要だったポピュラー音楽に変化が起こり、アルバムをより重視するバンドの存在が目立ってきた。アルバム重視ゆえ、ラジオでのオンエアを意識した楽曲の時間制限に縛られることなく制作することが可能となり、編曲にもそれまでにない要素を持ち込むミュージシャンが登場し始めた。
この傾向のけん引役となった代表的なミュージシャンとして、クリーム、ヴァニラ・ファッジ、ジミ・ヘンドリックス・エクスペリエンス、ピンク・フロイド、ジェファーソン・エアプレイン、フランク・ザッパ、ドアーズ、グレイトフル・デッド、ヴェルヴェット・アンダーグラウンドなどが挙げられる。それまでヒットチャート重視だったポップなロック・バンドの中にも、早くからその傾向が表れた例がある。例えばビートルズは、初期のアルバムがシングル向きの曲を集めたものだったのに対し、1967年に、『サージェント・ペパーズ・ロンリー・ハーツ・クラブ・バンド』というコンセプト・アルバムを発表した。そして同年にデビューしたトラフィックもルーツ・ミュージックとプログレッシブ・ロックの双方を取り入れた音楽性で評価された。ディープ・パープルの場合、『ディープ・パープル III』となっているアルバムの初期の邦題が、『素晴らしきアート・ロックの世界』だった。日本ではヴァニラ・ファッジやクリームがアート・ロックの代表格とされたが、英米ではプログレッシブ・ロックのバンドなども、アート・ロックの範疇に含まれる傾向があった。
アートロックは、日常の美学とアートポップによって具現化された使い捨ての美と区別して、ロマンチックで自律的な伝統を強調していく 。ラリー・スターとクリストファー・ウォーターマンの『アメリカン・ポピュラー・ミュージック』は、アート・ロックを「ロックの要素とヨーロッパのクラシック音楽を融合したロック音楽の形態」と定義し、英国のロックバンド、キング・クリムゾン、エマーソン、レイク＆パーマー、ピンク・フロイドを例として引用している。共通の特徴としては、歌ではなく作曲を重視したアルバム指向の音楽が含まれ、大抵は複雑で長い楽器セクション、交響的オーケストレーションを用いる。その音楽は伝統的にコンセプト・アルバムの文脈の中で使われ、その叙情的なテーマは「想像力」と政治志向の傾向があった。
プログレッシブ・ロックは、古典的訓練を受けた演奏技術及び哲学性に重点を置くように特徴付けられており、交響曲的要素をもつが、一方アート・ロックは「より挑戦的で、ノイズが多く、型にはまらない」「古典的な影響が少ない」、前衛音楽に重点を置いている。類似点は、どちらもロック音楽を芸術性の高いレベルに引き上げる試みを行っていることであり、コンセプト・アルバムやロック・オペラの発想へと結びついた。アートロックは、クラシック要素を持つロック、または上記のプログレッシブ・ロックを指すこともある 。ブルース・エダーのエッセイ「アート・ロック/プログレ・ロックの初期の歴史」では、「『プログレッシブ・ロック』は『アート・ロック』または『クラシック・ロック』としても知られています」とし「バンドはスイートを演奏しているのではなく、チャック・ベリーとボー・ディドリーの代わりにバッハ、ベートーベン、ワーグナーからリフを借り、そしてカール・パーキンスやウィリー・ディクソンよりもウィリアム・ブレイクやT・S・エリオットに近い言語を使用している」としている。
1970年代にはドイツのクラウトロックも注目された。アート・ロックとポップ・ミュージックの境界は、20世紀後半にますます曖昧になる 。メリアム・ウェブスターオンライン辞書には、1968年以降に勃興したポップ・ミュージックの潮流としてシングルよりもアルバム制作を重視する多くのロックバンドが、アート・ロックが目指す壮大な芸術的意思表示をすることを目的として創造した音楽ジャンルとしている。1960年代後半に進行するにつれて、プログレッシブ・ロックの誕生と並行して、アート・ロックは実験的なロックとして評価を獲得していった。アート・ロックでは、1970年代前半にキング・クリムゾンやクイーンなどのイギリス人アーティストが人気を得た。

## 1970年代後半以降
1970年代半ばには、アート・ロックは全盛期を過ぎてしまったがその後、1990年代まで、アート・ロックはさまざまなポピュラー音楽のジャンルに注入される。ブリタニカ百科事典は、そのジャンルの傾向は、主にイギリスとアメリカで継続したと述べている。数々のハードロック、ポップ・ロック・アーティストとのブライアン・イーノの1970年代後半と1980年代初頭とのコラボレーションに於いて、特にデヴィッド・ボウイやトーキング・ヘッズらは「アート・ロック傾向の注入に成功したポピュラー音楽のジャンル」の例であるとした。ボウイとイーノは、「ベルリン三部作」と呼ばれる一連の連続アルバムで協力。これは「コンシークエンス・オブ・サウンド (Consequence of Sound)」によって「アートロック三連作」として特徴付けられ、リリース時に、「実験記録で観客とは関係ありませんでしたしスケールではボウイが慣れていました。その後、ニュー・ウェイブが爆発し、ボウイの子孫の世代が舞台に上がりました。」
1980年代には、新しい世代の英国のアート・ロッカーやニュー・ウェイヴ・バンドが、レッド・ツェッペリン、ピンク・フロイド、ジェスロタル、エマーソン、レイク&パーマーなどの1970年代のバンドに取って代わった。ジャーナリスト、ロイ・トラキンの説明：「もちろん、これらの重鎮はまだマディソン・スクエア・ガーデンを埋めることができる力を持っていますが、リスクテイクや音楽の革新の彼らの日数が長くなっているように、そして非常に多くのレコードを売る-の独り善がりの満足度に置き換え商業的成功をおさめた。 Trakinは、XTCを、ロックファンがアクセスしやすいニュー・ウェイヴ・グループの1つにあげている。私たちはバスコ・デ・ガマだと思いたい〔ママ〕   ポピュラー音楽、新境地の探索、こうしたバンドはこれまでまったく流行していませんでしたが」 と答えた。